# Hessische Apfelweinstraße
Die Hessische Apfelweinstraße ist eine 40 km lange Wanderroute in Hessen. Sie verläuft von Steinheim bei Hanau über Wilhelmsbad, Maintal, Hochstadt, Bergen-Enkheim und Seckbach bis in den Frankfurter Stadtteil Sachsenhausen. Ziel der vom Verein Apfelweinstraße e. V. initiierten und betriebenen Straße ist es, das Brauchtum rund um den Apfelwein zu fördern. Entlang der Straßen liegen sowohl verschiedene Streuobstwiesen mit Apfelbäumen als auch Keltereien zur Herstellung des Apfelweins. Der Apfelanbau der Region wird bis auf die Römer zurückgeführt.
Nach Angaben der Vereinsseite wurde die Straße am 27. April 1958 gegründet, anderen Quellen zufolge jedoch in Zusammenarbeit mit den Tourismus-Referaten Bergen-Enkheim, Frankfurt, Maintal und Hanau erst 1972. Die Einweihungsfeier wurde mit einem Festzug von Steinheim bis Sachsenhausen begangen.
Erkennungszeichen der Straße ist ein stilisierter Bembel. Entlang der Straße gibt es viele Wirtshäuser, in denen der Apfelwein noch traditionell aus diesem Krug ausgeschenkt wird.
Seit 1983 wird jährlich ein Apfelweinfest auf der Straße veranstaltet. Seit 1985 werden bei diesem Anlass Ehrenpreise verliehen, erster Ehrenpreisträger war Frank Lehmann vom Hessischen Rundfunk. 2012 wurde Petra Roth ausgezeichnet. Mittlerweile ist die organisierende Arbeitsgemeinschaft "Hessische Apfelweinstraße" nicht mehr aktiv, die Homepage nicht mehr online.
Die Straße ist nicht mit der Hessischen Apfelwein- und Obstwiesenroute zu verwechseln, einem Radwanderweg zwischen Frankfurt am Main, Gießen und Offenbach am Main.